# Lineidae
Lineidae är en familj av djur. Lineidae ingår i klassen Anopla, fylumet slemmaskar och riket djur. I familjen Lineidae finns 227 arter.
Familjen Lineidae indelas i:
- Aetheolineus
- Antarctolineus
- Australineus
- Cephalurichus
- Colemaniella
- Corsoua
- Craticulineus
- Diplopleura
- Eousia
- Euborlasia
- Flaminga
- Fragilonemertes
- Gastropion
- Heteroenopleus
- Hinumanemertes
- Kirsteueria
- Kohnia
- Lineopsella
- Lineopselloides
- Lineopsis
- Lineus
- Micconemertes
- Micrella
- Micrellides
- Micrura
- Micrurimorpha
- Micrurinella
- Nemertoscolex
- Neolineus
- Nipponomicrura
- Paralineopsis
- Paralineus
- Paramicrura
- Paramicrurinella
- Parvicirrus
- Pontolineus
- Pussylineus
- Ramphogordius
- Riseriellus
- Tarrhomyos
- Tenuilineus
- Uricholemma
- Utolineus
- Zygeupolia

## Bildgalleri

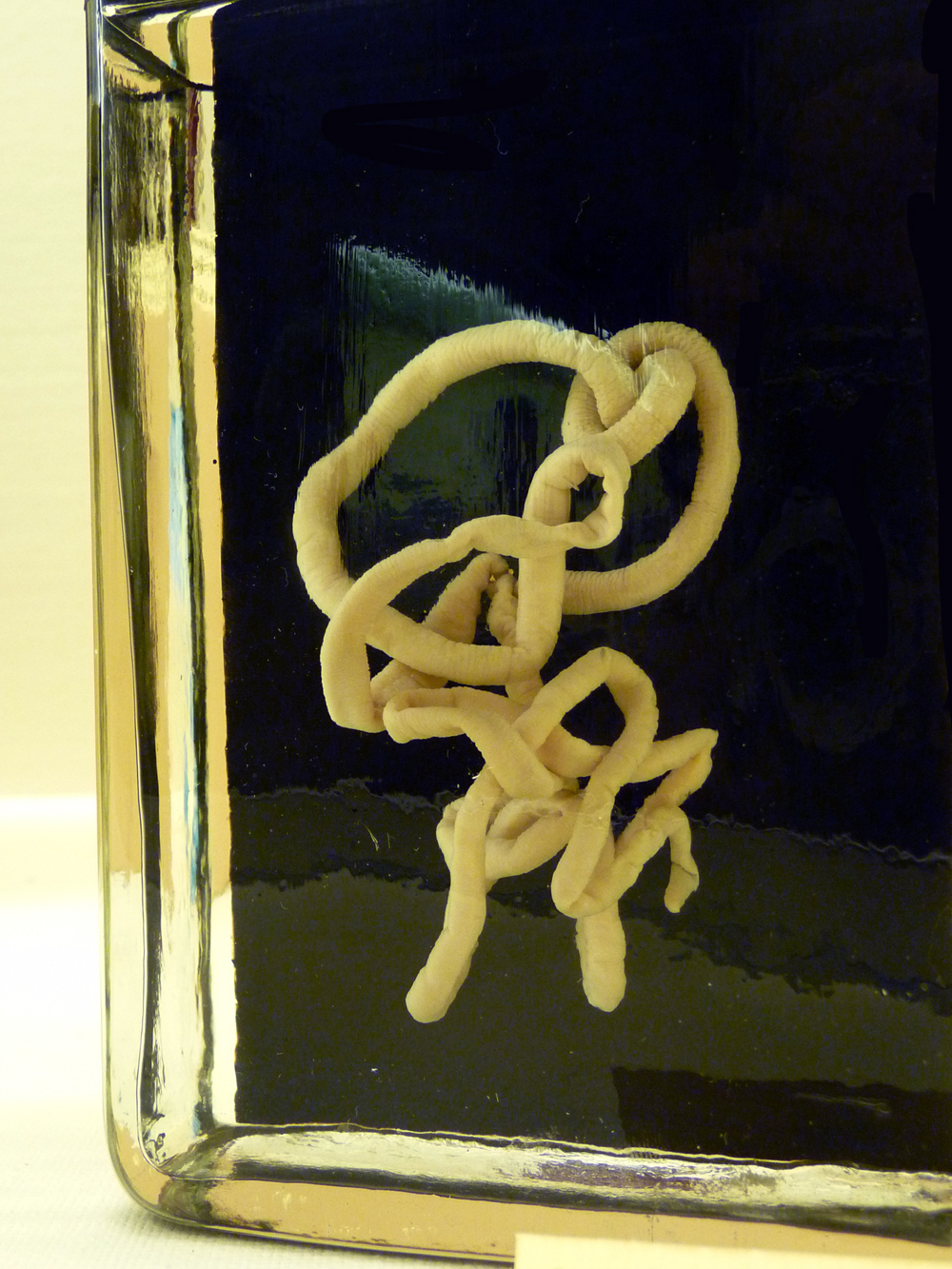
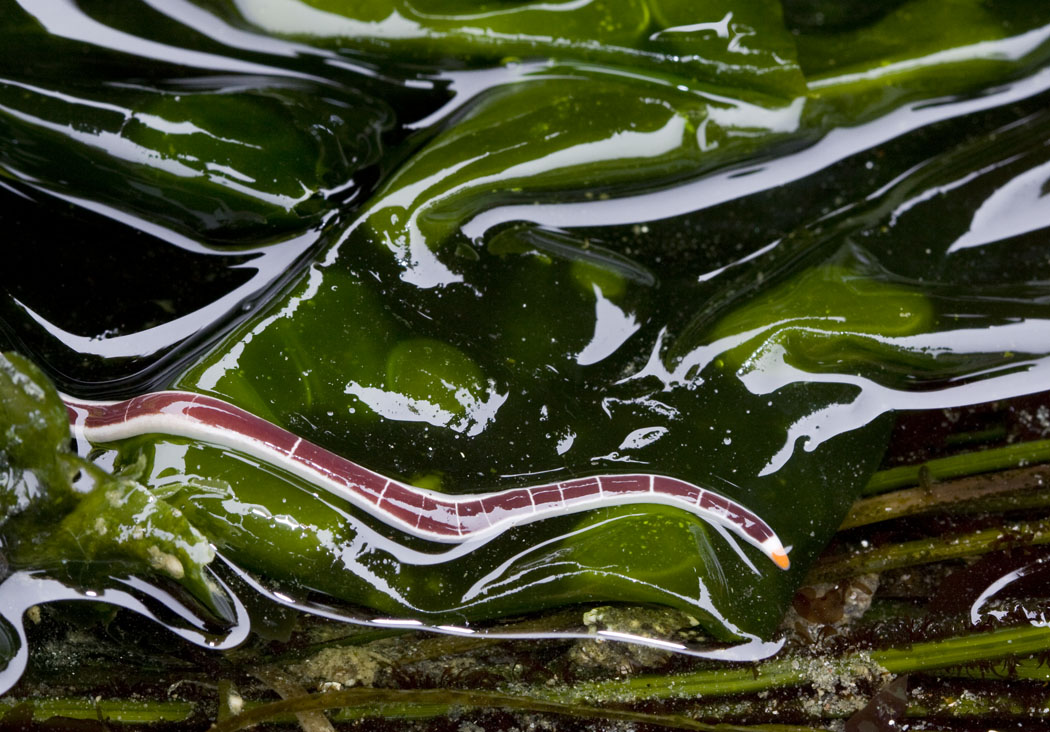